# 新城A區至新城B區跨海連接通道
新城A區至新城B區行車天橋，是一座位於中華人民共和國澳門特別行政區規劃中的跨海連接通道，當時計劃以海底隧道方式興建，現改為以跨海大橋方式興建，連接澳門半島新城區的A區及B區。

## 定線
根據土地工務運輸局於2018年9月的規劃上，新城A區至新城B區跨海連接通道將採用海底隧道方式建造。隧道全長約1,400米，從海底穿越友誼大橋和外港航道連通A、B區，並可通過A區內其他道路連接至港珠澳大橋珠澳口岸人工島，同時亦會預留位置連接澳門大橋。
2023年的最新方案中，改以跨海大橋方式興建，長約2100米，為六線雙向車道。同時設有步行通道。行車天橋連接澳門半島新口岸新填海區與新城A區之間，西接科學館前圓形地和孫逸仙大馬路，向東穿越友誼大橋和既有航道，終點在新城A區並與澳門大橋互通，項目全長約3.2公里，包括：行車天橋、以及與行車天橋兩端道路銜接之路網工程、人行天橋及人行隧道等。

## 歷史

### 海底隧道規劃
2012年12月下旬，建設發展辦公室完成該海底隧道以及澳氹第四條跨海通道的研究，並於同年12月27日組織召開《澳氹第四條跨海通道及A、B區海底隧道工程可行性研究報告》專家評審會，報告指出第四通道及該海底隧道工程加強交通聯繫，成為港珠澳大橋口岸人工島交通流的重要疏導路徑，同時作為構建未來澳門整體交通體系的重要組成部分，將為新城的發展提供必要的交通聯繫和支撐。在A區至B區跨海隧道規劃中，將採用設計速度80km/h雙向四車道標準；研究報告對圍堰明挖法和遁構法進行了比選，考慮到圍堰明挖法嚴重影響外港客運碼頭的正常運營，且可能會對友誼大橋的基礎產生不利影響，因此亦推薦採用盾構法方式興建。
2014年7月30日，為推進澳氹第四條跨海連接通道及新城AB區連接通道工程建設，建設發展辦公室委託國家海洋局南海海洋工程勘察與環境研究院、中國海洋石油環保服務（天津）有限公司進行海洋環境影響評估，並於同年7月31日一連10天作出第一次公示，公示期間市民可提交相關意見作出收集。
2018年8月至9月，澳門特區政府對該連接通道工程進行前期勘測工作，計劃以一條全長1,400米的雙管海底隧道連接新城A區及新城B區，穿越友誼大橋和外港航道，在完成有關工作後將配合進行項目前期專題研究。
2018年9月12日，土地工務運輸局對該項目開展環境影響評價第一階段公示，屬前期準備工作，公示期至同年9月28日。項目以海底隧道方式興建，全長約1,400米，並預留位置連接澳氹第四條跨海大橋。
2018年12月3日至17日，土地工務運輸局就新城A、B區海底隧道工程項目開展問卷調查，收集社會各界意見。
2019年6月20日，該項目進入環評第二次公示，公示期由當天起至7月3日。同時指出第一階段首次公示主要就前期準備、調研和工作方案收集意見，期間沒有收到意見。第二階段期間透過問卷調查收集公眾及團體對環境影響評價的意見，共收到257份個人及9份團體問卷。第三階段以公示方式主要對已完成編制的《澳門新城A、B區海底隧道工程項目環境影響報告書》（簡稱“環評報告書”）作公眾公示及收集意見。環評報告書的總體結論指出，建設單位在施工期和運營期採取相應的環境保護和污染防治措施，減輕工程建設對周圍環境產生的不利影響。在嚴格落實各項對策措施的前提下，可使工程環境影響處於可接受範圍內，不會對工程區域的環境品質造成明顯的降低。因此，從環境保護角度考慮，該項目建設為可行。
2020年12月15日，澳門特區政府將開展隧道及位於孫逸仙大馬路出入口處的工程，隧道連接新城A區和新城B區，將成為兩區東西快速連接通道。根據工務局規劃，主體長度1,330米，採用單孔兩車道圓形斷面結構，並定位為“城市快速路”，採用雙向四車道技術標準，設計限速每小時60公里，而項目設計階段將於2021年第四季展開。
2022年5月24日至7月22日，特區政府就《澳門陸路整體交通運輸規劃(2021-2030)》進行公開咨詢，當中落實興建新城A區及B區的連接通道，同時計劃於連接通道附近興建觀光跨海纜車。

### 改用跨海大橋方式興建
2023年2月23日，公共建設局向交通諮詢委員會、城市規劃委員會指出，連接新城A區南端與澳門半島孫逸仙大馬路（近文化中心、科學館）的「AB通道」，正在規劃及設計，預計在該年下半年完成。運輸工務司司長羅立文表示，「AB通道」將在同年內招標，為六線雙向的橋樑。
2023年9月27日，新城 A、B區行車天橋的設計連建造工程進行公開招標，招標方式將採用預先評定資格限制招標，截止遞交候選要求的時間為11月29日下午5時正，並於翌日上午9時30分公開開啟候選要求。經甄選後，公建局將邀請首五名總得分最高的合資格候選人提交投標書。通道以行車天橋方式興建，連接澳門半島新口岸新填海區至新城A區之間，西接科學館前圓形地和孫逸仙大馬路，向東穿越友誼大橋和既有航道，終點在新城A區並與澳氹第四條跨海大橋互通。項目全長約3.2公里，包括：行車天橋、以及與行車天橋兩端道路銜接之路網工程、人行天橋及人行隧道等。其中主橋長度約1,550米、跨海段長約900米，設置通航孔四座，最大跨度約130米。最長設計連施工期為1,000個工作天。
2023年11月30日，設計連建造工程進行公開開標，共收到6份申請書。
2024年5月22日，建造工程預先評定資格之限制招標進行第二階段公開開標，5間獲邀的競投者全部遞交了標書。經開標程序後，全部標書被接納，工程造價介乎21億8千萬澳門元至23億9千多萬澳門元，工期均為900工作天。工程預計2024年第四季動工。
2024年9月3日，政府對鄰近澳門科學館的一幅土地，位於孫逸仙大馬路與科學館圓形地旁一幅面積約13,702平方米被佔用的國有土地進行收回，作為行車天橋在新城B區的交匯及出入口處。
2024年10月，設計連建造工程獲判給，造價21.8億元，工期為900個工作天，預計2027年10月完工。

## 社會反應及關注

### 外港客運碼頭保留問題
2011年11月6日，對於新城A區至B區之間興建一條海底隧道，橫跨外港航道，引起社會廣泛討論外港客運碼頭是否需要搬遷，因此新城填海區規劃工作小組需要在總體規劃第二階段公眾諮詢中提出不同草案，供社會人士探討和思考。小組指出，外港客運碼頭受新城A區與B區填海工程、第四通道及該海底隧道等影響，對快速船隻出入該碼頭做成安全及風險，對碼頭搬遷存在一定的風險與變數。

### 立法會議員書面質詢
2019年10月上中旬，立法會直選議員何潤生提出書面質詢，土地工務運輸局回覆指項目則完成初步設計的前期勘測，工程可行性研究已交中國大陸相關部委徵詢意見。

### 加深東望洋燈塔及澳門半島南岸天際線景觀負面影響
2024年6月18日，澳門立法會直選議員林宇滔於全體會議在議程前發言表示，特區政府最近公佈新城A、B區行車天橋最高海拔為25.8米，而該高度超過松山燈塔周邊地區建築物10.3米及5米限高，引社會關注天橋會否影響燈塔景觀。當局應儘快交代天橋的建造情況及對周邊影響、工程將對觀音像海濱休憩區有何實質影響、以及有否知會教科文組織並獲同意才動工。
在不足一星期後，澳門文化局及公共建設局均回應指A、B區的行車天橋工程不受限高規範、亦不影響燈塔景觀。文化局日前回覆本媒查詢指，該工程預計只佔涉及燈塔周邊建築限高的「區域1」總面積約0.34%，經分析「其對歷史城區未有產生影響，故未見有需要向世界遺產中心提交資料」。文化局局長梁惠敏則回應傳媒時指出，認為工程是行車通道，不屬建築物一類，遮擋性較低，亦不受燈塔附近區域限高影響，工程落入限高區域只佔一小部分。問到若發現日後工程落成確實影響燈塔景觀，局方有何補救措施、如何向世遺中心交代？梁惠敏則指，假設性的問題不回應。
2024年7月22日，土地工務局、公共建設局、交通事務局及文化局發出聯合新聞稿，指出就新城AB區通道的建設形式，過去曾提出不同的方案構想，特區政府各相關部門從城市規劃、景觀保護、工程造價、建設工期，以及民生影響等多方面，綜合對不同構想作出考量，以挑選能平衡各個方面的方案。其中在考慮行車隧道的建設形式時，必須預留較長區域以作為爬坡空間，基於項目的可使用範圍，無可避免必須停用和清拆現時的觀音像海濱休憩區並開挖相鄰行車道；再者，隧道位於B區的出口處受空間限制而僅可設在觀音像附近，在交通使用上削弱了新城AB區通道與皇朝區的連接功能；從工程方面，眾所周知，隧道工程的造價相比天橋方案昂貴得多，難度也較天橋複雜。在平衡交通功能、景觀協調和工程實施等眾多要素後，特區政府作出興建行車天橋的決定。於早前公佈的《東區-2規劃分區詳細規劃》中，也已指出有關通道採用行車天橋方案。編製中的“外港區-1”及“外港區-2”詳細規劃草案，也建議整體保留現況路網結構，優化跨區道路的銜接，並會按照新城AB區行車天橋的形式編製有關交通系統規劃。因此在方案設計及工程建造階段，特區政府各相關部門將持續溝通協作，務求令項目符合社會最大公共利益。
城市規劃師林翊捷指橋樑方案短視。由於澳門半島南岸爲澳門城市天際線的重要一部分，不可能像香港東區走廊般興建大型天橋，如果AB區連接通道以橋樑方式興建，則會因皇朝區無法興建天橋而難以消化增加的車流。因此建議從A區起興建隧道，不僅連接B區，更預留未來連接第五通道及西延南灣湖，形成通往港珠澳大橋快速通道。資深傳媒人甄慶悅直指政府規劃與執行未有考慮和研究深入影響，如興建行車天橋將損害澳門珍貴的海岸空間及地標建築，對城市景觀與規劃構成毀滅性影響，而項目設計的更改可能涉及違法、當局的執法標準又是否正當。